# Michael DeBakey
Michael Ellis DeBakey (Lake Charles (Louisiana), 7 september 1908 – Houston, 11 juli 2008) was een Amerikaans wetenschapper en hart- en vaatchirurg. Zijn vele ontdekkingen op wetenschappelijk vlak hebben hem verscheidene onderscheidingen opgeleverd waaronder de Presidential Medal of Freedom, de hoogste onderscheiding die in de Verenigde Staten aan burgers kan worden uitgereikt.
DeBakey was een zoon van Libanese immigranten. Hij meldde zich vrijwillig aan bij het leger in de Tweede Wereldoorlog, waar hij het hoofd werd van een medische afdeling.
In 1966 was hij de eerste die een kunstmatig hart implanteerde. In totaal voerde hij meer dan 60.000 operaties uit.
In zijn leven behandelde hij verscheidene wereldleiders en staatshoofden, zoals de Amerikaanse presidenten John F. Kennedy, Lyndon Johnson en Richard Nixon, koning Hoessein van Jordanië en in 1996 verrichtte hij met succes een hartoperatie op de Russische president Boris Jeltsin. Hij was ook de persoonlijke arts van filmster Jerry Lewis.
In 2003 ontving DeBakey de Gouden Lomonosov-medaille van de Russische Academie van Wetenschappen voor zijn werk.
Op 10 februari 2006 werd hij opgenomen in het ziekenhuis met een aortadissectie. De methode die bij het verhelpen daarvan werd gebruikt, had hij zelf ontwikkeld.
Michael DeBakey heeft een meer dan veertigjarige vete gehad met zijn eveneens in Houston werkzame en beroemde collega Denton Cooley. Deze kwestie hebben de heren in 2007 bijgelegd.